# Московский областной драматический театр имени А. Н. Островского
Московский областной драматический театр имени А. Н. Островского (1935—2013) — ныне не существующий московский театр.

## История
18 января 1935 года в г. Михайлове Московской области был открыт 4-й колхозный театр Московской области спектаклем «Альбина Мегурская» по пьесе Н. Н. Шаповаленко.
Театр был создан на основе театральной бригады Фрунзенского Дома работников просвещения, которой руководил Сергей Николаевич Сверчков, артист МХАТа имени М. Горького.
Имя А. Н. Островского (великого русского драматурга и одного из реформаторов российской сцены) досталось театру, поскольку у его истоков стояла мастер труппы «Дома Островского» — Малого театра, актриса и педагог Вера Николаевна Пашенная.
С 12 сентября 1942 года театр был переименован в Московский областной колхозный драматический театр имени А. Островского.
В 1993 году Театр имени А. Островского переехал в здание Московского областного Дома Искусств (МОДИ) на территории нынешнего Юго-Восточного округа в Кузьминках.
В 2013 году произошло слияние двух областных театров: Московского областного драматического театра имени А. Н. Островского и Московского областного государственного Камерного театра. Новосозданный театр получил название Московский губернский театр; его художественный руководитель — народный артист РФ Сергей Витальевич Безруков.

## Труппа
После 2013 года труппы Московского областного драматического театра имени А. Н. Островского не существует.
До этого:

### Режиссёры театра
- Георгий Товстоногов
- Феликс Сакалис
- Ефим Табачников
- Роман Виктюк
- Сергей Голомазов
- Иосиф Райхельгауз
- Владимир Портнов
- Рубен Вартапетов
- и другие

### Актёры
- Алла Тарасова
- Людмила Аринина
- Михаил Жаров
- Лев Борисов
- Владислав Баландин
- Светлана Коркошко
- Светлана Брагарник
- Александр Ермаков
- Григорий Фирсов
- Александр Яковлев
- Александр Самойлов
- Александр Милокостый
- и другие